# Bruguer Vell
El Bruguer Vell és una masia de Vic (Osona) protegida com a Bé Cultural d'Interès Local.

## Descripció
Edifici civil. Masia de planta rectangular, coberta a dues vessants i amb el carener perpendicular a la façana, orientada a migdia. Consta de planta baixa, pis i golfes. El portal és de forma rectangular. Hi ha un cos que s'adossa a la part esquerra de la façana, cobert a dues vessants i que ubica uns porxos sostinguts per pilars. El portal que accedeix als porxos a nivell del primer pis és motllurat, formant un fals trencaaigües acabat en rostres humans. Diverses dependències agrícoles tanquen la lliça, a la qual s'accedeix mitjançant un portal amb llinda de fusta, situat a la banda de llevant. Als murs Nord i Est de la casa hi ha finestres goticitzants. És construïda amb pedra sense polir i arrebossada. Els elements de ressalt són de pedra picada.
L'estat de conservació és mitjà.
Cabana del Bruguer nou: edifici civil de planta rectangular i cobert a dues vessants amb el carener perpendicular a la façana, la qual està situada a llevant. Presenta un portal d'arc rebaixat i una finestra amb la part superior de forma triangular. El ràfec de la teulada presenta unes decoracions de denteta. L'interior es troba dividit en dos pisos, el superior dedicat a herbera i se sosté sobre bigues de fusta.
Està construïda amb gres i margues, unides amb morter de calç i les obertures estan emmarcades per totxo cuit.
L'estat de conservació és mitjà.

## Història
L'única notícia històrica del mas és la llinda de pedra que ostenta el portal principal a la banda de migdia, datada el 1721. Possiblement, però, el mas dati de més antic per bé que no el trobem en el fogatge del terme al segle xvi.
La cabana es va construir al mateix temps que s'amplià la casa am la construcció dels porxos. Aquests daten del 1888 i la cabana del 1899.